# Acosada (El hombre que regresó de la Muerte)
Acosada (el hombre que regresó de la muerte) es una película española de género fantástico y de terror dirigida por Sebastián D'Arbó, parapsicólogo, y estrenada en 1985.

## Argumento
Jorge Soler, gerente de una importante joyería, se comporta despóticamente con su mujer, Marta.  Ella le cita en un motel, haciéndose pasar por su amante, y le mata. destruye las pruebas e inicia una nueva vida. Las joyas del muestrario y el DNI de su marido estaban en una caja fuerte, pero desaparecen misteriosamente y el DNI aparece, de manera inoportuna, debajo de la almohada, un día en que ella había quedado con Gustavo, un amante ocasional. Su amiga Merche es acuchillada en la pista de hielo, donde habían ido a patinar juntas. El pintor Pablo, que era otro de sus amantes, aparece ahorcado en el cuarto de baño del motel, donde habían ido ir a pasar la noche juntos. Gustavo también es estrangulado violentamente en una cabina telefónica. Ella se siente desequilibrada y cree que alguien ha regresado del más allá para vengarse. Marta teme volverse loca. Esto la decide a contratar los servicios de un detective privado, y cuando se siente sin escapatoria, llega un final sorprendente, pues su marido había regresado de la muerte.